# Lacertoides pardalis
Lacertoides pardalis är en ödleart som beskrevs av  Ross A. Sadlier SHEA och BAUER 1997. Lacertoides pardalis ingår i släktet Lacertoides och familjen skinkar. IUCN kategoriserar arten globalt som sårbar. Inga underarter finns listade i Catalogue of Life.